# Ургх!
Ургх! је српски грајндкор и алтернативни рок бенд из Београда, основан 1991. године.

## Историјат

### 1991—1999
Бенд је формиран у јануару 1991. године у Београду као грајндкор квартет. Чланови бенда у то време били су Драгослав Ружић (вокал), Ђорђе Смиљанић Ђоле (гитара) и Дејан Станисављевић (бубњеви). Бенд је добио име по речи која се често користи у стриповима. Њихови деби снимци, песме Acid rain и Paradise town појавиле су се на компилацији Никад више Тито, коју је издао Intermusic, 1992. године. Током исте године избацили су компилацијски албум Yonuss Tape, заједно са београдском женском рок групом ПМС, са песмама Acid rain, Paradise town, Да видимо шта дајеш, Зашто вриштиш? и другим песмама. Бенд је такође снимио промотивни видео за песму Paradise town, који је емитован на националној телевизији у Србији.
Године 1993. бенд је учествовао на Арматура пројекту са разним београдским уметницима, где је изводио песму Ленија Кравица Are You Gonna Go My Way. Бенд је након тога почео да комбинује са музичким жанровима и укључивао у свој репертоар реп, рок и техно музику. Њихов први студијски албум под називом 9194 снимљен је 1995. године. Албум је био доступан само на компакт дискети, а на њему се налазе песме снимљене од 1991—1994. године.
Током новембра 1995. године бенд је имао концерте у београдским клубовима Барутана и Клубу студената технике са претходно објављеним песмама у неименованим аранжманима на акгустичним гитарама, виолини и хармоници. Снимци са наступа објављени су на уживо албуму Unplugged, 1995. године за Silver Cross Records на компакт дискети у ограниченом издању од 1000 примерака. Бенд је такође учествовао на манифестацији Брзи бендови Србије где је освојио награду за бенд године. Током исте године песме Дубоко дисање и Жеђ појавиле су се на компилацији Сведок прве дискусије, коју је објавила издавачка кућа Silver Cross Records.
Други студијски албум Оесопхагус изашао је за Б92 у јуну 1997. године, а песме на њему биле су сличних музичких праваца као и на претходном. Албум доступан само на компакт дискети, а снимљен је у београдском студију Фокус у новембру и децембру 1996. године. Гост на албуму били су Виборг Далас, вокалисткиња Ема Вуаи и Владислава Ђорђевић. Снимљени су спотови за песме Кратко & јасно, Ало пантос какодаимонос и песму Размена материје. Након издавања албума бенд је одржао мини турнеју у Словенији, а гост на концертима био им је гитариста Јован Ружић.
Године 1998. Драгослав Ружић појавио се на песми Владе Дивљана, Нико није срећнији од нас и песми Помоћ помоћ бенда Идоли објављеном у филму Три палме за две битанге и рибицу. Бне дсе појавио на неколико музичких компилација са песмама Некад се нећу вратити и Ерупција, која је снимљена на петој годишњици прославе ТВ Политика.
Године 1999. бенд је снимио песме Струја, Самоусавршавање, Грч и песму Коначно глув, које су се појавиле на компилацијском албуму 120% из 1999. године. У јесен исте године чланица бенда E-Play Маја Цветковић приступила је бенду убрзо након што га је бубњар Дејан Станисављевић напустио. Након тога, бенд је имао још једну мини турнеју у Словенији.

### 2000—2009
У мају и јуну 2000. године бенд је снимио свој трћи студијски албум Сумо, на којем су се нашле песме Стигмата, на којој им је гостовала група Београдски Синдикат, песму Кашика, виљушка нож за коју је снимљен промотивни видео и многе друге. Албум је продуцирао Драган Милошевић Крле, а издао га је Be Bop Records. Након издавања албума, група се расформирала. Током исте године, њихова песме Чекић, појавила се у филму Апсолутних сто.
Године 2009. Јован и Драгослав Ружић, заједно са Мајом Цветковић поново су оформили бенд и радили на снимању песама за нви студијски албум. Током децембра исте године, бенд је завршио снимање за нови студијски албум Позориште суровости, заједно са новим бубњаром Синишом Стојановићем.

### 2010—данас
У мају 2011. године, бенд је објавио студијски албум Позориште суровости, који је доступан за бесплатно преузимање на интернет страници бенда. Албум је претходно најављен са синглом Хороскоп лаже, који је такође доступан на интернету.
Године 2015. бенд је снимио видео спот за песму Самоусавршавање, која је оригинално снимљена 1999. године.

## Дискографија

### Студијски албуми
- 9194 (1994)
- Оесопхагус (1997)
- Сумо (2001)
- Позориште суровости (2011)

### Компилацијски албуми
- Yonuss Tape заједно са бендом ПМС, 1992)
- 120% (1999)

### Уживо албуми
- Unplugged (1995)

### Синглови
- "Хороскоп лаже" (2011)